# Веселов, Василий Васильевич (военный)
Васи́лий Васи́льевич Весело́в (1925, дер. Гари — 28 сентября 1968, там же) — советский военнослужащий, участник Великой Отечественной войны, полный кавалер ордена Славы, стрелок-автоматчик 170-го гвардейского стрелкового полка, гвардии младший сержант — на момент представления к награждению орденом Славы 1-й степени.

## Биография
Родился в 1925 году в деревне Гари (ныне Шекснинского района Вологодской области). Работал в колхозе.
В июне 1943 года был призван в Красную Армию. С октября того же года участвовал в боях с захватчиками. Воевал на 3-м Украинском и 1-м Белорусском фронтах. Член ВКП(б) с 1944 года.
11-18 февраля 1944 года в боях за населённый пункт Великая Костромка при отражении контратак проявил стойкость и находчивость, истребил несколько вражеских солдат. Приказом командира 57-й гвардейской стрелковой дивизии от 15 марта 1944 года гвардии красноармеец Веселов Василий Васильевич награждён орденом Славы 3-й степени.
В боях 10-15 мая 1944 года в районе деревни Колки уничтожил 10 немецких солдат. Приказом по войскам 8-й гвардейской армии от 14 августа 1944 года гвардии красноармеец Веселов Василий Васильевич награждён орденом Славы 2-й степени.
В боях при прорыве обороны противника в ходе Висло-Одерской операции лично уничтожил около 20 противников, многих взял в плен. В боях за расширение плацдарма на западном берегу реки Одер увлекал в атаку бойцов и сам внезапными манёврами уничтожал противника в большом количестве. Был награждён орденом Богдана Хмельницкого 3-й степени.
1 мая 1945 года в уличных боях за город Берлин гвардии младший сержант Веселов проник в здание, превращённое врагом в дот. Гранатами и из автомата уничтожил 4 противников, а 7 взял в плен.
Указом Президиума Верховного Совета СССР от 15 мая 1946 года за образцовое выполнение заданий командования в боях с захватчиками гвардии младший сержант Веселов Василий Васильевич награждён орденом Славы 1-й степени. Стал полным кавалером ордена Славы.
В 1946 году гвардии сержант В. В. Веселов был демобилизован. Вернулся на родину, работал в колхозе.
Умер 28 сентября 1968 года. Похоронен на кладбище урочища Зайцево Нифантовского сельского поселения (Шекснинский район, Вологодская область).
Награждён орденами Богдана Хмельницкого 3-й степени, Отечественной войны 1-й степени, Славы 1-й, 2-й и 3-й степени, медалями. В городском парке Шексны установлен бюст.